# Tratado de Windsor (1522)
O Tratado de Windsor, assinado em 16 de junho de 1522, foi um acordo militar celebrado entre o Imperador do Sacro Império Romano-Germânico, Carlos V, e o rei Henrique VIII de Inglaterra. O tratado estabelecia uma aliança ofensiva contra a França, liderada pelo rei Francisco I, que aspirava ao trono imperial, ameaçando as ambições de Carlos V e Henrique VIII.

## Contexto Histórico
Em 1521, as hostilidades entre o Sacro Império Romano-Germânico e a França intensificaram-se no contexto das Guerras Italianas. Francisco I, rei da França, tinha pretensões ao trono imperial, criando rivalidades políticas e territoriais que forçaram Carlos V a buscar uma aliança estratégica com Henrique VIII.

## Termos do Tratado
O Tratado de Windsor previa:
- Uma invasão conjunta da França, com cada monarca comprometendo-se a enviar cerca de 40.000 soldados.
- Compensações de Carlos V à Inglaterra pelas pensões perdidas devido à guerra.
- O pagamento de dívidas passadas por parte de Carlos V.
- O casamento entre Maria Tudor, filha de Henrique VIII, e Carlos V, para fortalecer a aliança. No entanto, este casamento nunca foi realizado.[2]

## Desenvolvimentos Posteriores
Henrique VIII mostrou-se hesitante em cumprir imediatamente os termos do tratado, adiando ações militares até o verão de 1524. Entretanto, os sucessos militares de Carlos V contra Francisco I levaram Henrique VIII a recomendar com entusiasmo a invasão da França.

## Importância Histórica
O Tratado de Windsor foi o terceiro tratado a receber esse nome e destacou-se como um marco nas alianças militares durante as Guerras Italianas. A relação entre Henrique VIII e Carlos V, embora inicial e estrategicamente promissora, acabou por deteriorar-se em anos posteriores devido a interesses divergentes.